# Francisco Conceição
Francisco Fernandes da Conceição (Coimbra, 14 de dezembro de 2002) é um futebolista português que atua como ponta-direita. Atualmente joga pela Juventus.
É filho do treinador português Sérgio Conceição.

## Carreira

### Início
Nascido em Coimbra, filho do ex-jogador Sérgio Conceição e com quatro irmãos dos quais três também são futebolistas, Francisco iniciou sua carreira no Belenenses pelo fato de seus dois irmãos mais velhos Moisés e Rodrigo terem ido atuar lá, tendo ficado apenas duas semanas clube do bairro de Restelo e logo sido levado pelo Sporting em 2011. Na base dos Leões, Francisco atuou com Nuno Mendes, Tiago Tomás, Eduardo Quaresma e Joelson Fernandes, participando da geração que foi campeã distrital de infantil em 2013 e que venceu o reputado Torneio Internacional da Pontinha. Em 2015, ao disputar primeira edição da Madrid Football Cup, foi apontado pelo Jornal ABC como uma das maiores promessas da geração portuguesa.

### Porto
Com a contratação de seu pai pelo Porto para ser o novo técnico da equipe, Francisco saiu das categorias de base dos Leões e adentrou na categoria de base do Dragão em 2017. Rapidamente destacou-se e foi apelidado de "Messi do Olival" devido ao jeito similar jogar com do argentino Lionel Messi, tendo na época feito 15 gols em 15 partidas. Teve uma passagem pela Padroense (um dos time do Porto) em 2017–18  e depois retornou para o Sub-17 do clube, onde na temporada 2018–19 fez 27 partidas e fez 19 gols, incluindo um hat-trick na goleada de 11–0 sobre o NDS Guarda.

#### 2020–21
Em 27 de agosto de 2020, Francisco assinou seu primeiro contrato profissional na carreira e com Porto, sendo válido até 2023 pelo fato de na época ter 17 anos e três anos ser o limite de tempo permitido para um jogador menor de idade.
Foi relacionado à uma partida do clube principal pela primeira vez em 15 janeiro de 2021, para suprir a ausência de Otávio. O Dragão empatou em 1–1, em jogo válido pela 14ª rodada da Primeira Liga. Porém sua estreia só foi no dia 14 de fevereiro de 2021, entrando na segundo tempo do empate de 2–2 com o Boavista na 19ª rodada da Primeira Liga. Após três partidas e com o prêmio de melhor da partida na vitória de 2–1 sobre o Marítimo na 20.ª rodada, Francisco foi promovido definitivamente ao profissional do Dragão em fevereiro.
Em sua primeira temporada pelo time principal, atuou 17 partidas, combinada com 20 atuações e quatro gols pelo time B. Ao final da temporada, integrou a lista dos 40 finalistas para o prêmio de Golden Boy.

#### 2021–22
Em 31 de julho, foi anunciada as numerações do elenco na temporada e Conceição assumiu a camisa 10, após a saída de Nakajima.
Em outubro de 2021, ganhou o prêmio Dragão de Ouro, uma premiação festiva que destaca personalidades que se destacaram no clube. Conceição ganhou na categoria "atleta revelação".  Marcou seu primeiro gol pelo Dragão em 20 de novembro, ao marcar aos 72 minutos o quinto gol da goleada de 5–1 sobre o Feirense, de pênalti.
Voltou a marcar em 8 de fevereiro, fazendo o gol da vitória sobre o Estoril por 3–2 aos 43 do segundo tempo, em jogo da 17ª rodada. No jogo da rodada seguinte, deu uma assistência para Evanilson fazer um de seus três gols na goleada de 4–1. Em 13 de março, marcou o último gol da goleada de 4–0 sobre o Tondela na 26.ª rodada. Na rodada 30, deu uma assistência para Evanilson fechar a goleada de 7–0 sobre o Portimonense em 16 de março.
Apesar de não ser titular absoluto, Francisco teve uma boa participação no Campeonato nacional, tendo na altura se tornado o segundo reserva que mais entrou nos jogos. Conquistou seu primeiro título na carreira ao integrar o elenco campeão da Primeira Liga na temporada. Ao todo disputou 33 jogos na temporada, fez três gols e distribuiu três assistências. Novamente, foi um dos eleitos novamente para listagem dos nomeados para o Golden Boy. Despediu-se do Dragão na temporada 2022–23, com 50 partidas, três gols e cinco assistências.

### Ajax
Em 21 de julho de 2022, foi anunciada sua transferência ao Ajax depois do clube neerlandês pagar a multa de 5 milhões de euros para a rescisão de seu contrato com o Porto, tendo Conceição assinado contrato de cinco temporadas com o clube de Amsterdã e escolhido a camisa 35.
Antes de estrear pelo time principal do clube, fez sua estreia pela equipe B em 8 de agosto e fez o gol do clube no empate de 1–1 com o Telstar, na 1ª rodada da Eereste Divisie. Sua estreia pelo time principal foi em 3 de setembro, na goleada por 4–0 sobre o Cambuur na 5ª rodada da Eredivisie. Conceição entrou no segundo tempo e atuou por 30 minutos.

### Regresso ao Porto
Regressou aos dragões em setembro de 2023 para disputar a época 2023–24 por empréstimo. Nesta temporada, Conceição despontou como um dos principais jogadores do clube, sendo considerado em um estudo feito pelo CIES o segundo melhor driblador do mundo, atrás apenas de Jérémy Doku. Com sete gols e sete assistências além de boas atuações, acabou sendo anunciada a sua recompra pelo Porto em 23 de abril de 2024, assinando até 2029.

#### Empréstimo a Juventus
Francisco Conceição foi emprestado para a Juventus, por uma temporada, sem opção de compra, avaliada em 10 milhões de euros, sendo 7 milhões fixos e 3 milhões em variáveis dependentes da qualificação dos bianconeri para a próxima edição da Liga dos Campeões da UEFA.

### Juventus
Em 22 de julho de 2025, o Porto anunciou a venda definitivo dos direitos de inscrição desportiva e 100% dos direitos económicos de Francisco Conceição à Juventus, pelo montante fixo de 32 milhões de euros (R$ 209,2 milhões). Francisco Conceição assinou em definitivo pelos bianconeri até 2030.

## Seleção Portuguesa

### Sub-16
Francisco foi um dos 20 chamados para representar Portugal no Torneio de Desenvolvimento da UEFA de 2018. Fez um gol no torneio, o da vitória por 1–0 sobre a Bélgica na última rodada, tendo a Lusa terminado em segundo lugar. Também integrou o elenco dos 19 convocados para o Torneio de Montaigu no mesmo ano.

### Sub-17
Foi um dos convocados para representar Portugal no Torneio Nike de 2018 nos Estados Unidos, tendo feito um gol na goleada de 4–1 no Brasil no 2º jogo e sagrou-se campeão.

### Sub-21
Em 15 de março de 2021, Francisco foi convocado pela primeira vez para a Seleção Sub-21 por Rui Jorge para integrar o elenco da Europa Sub-21 de 2021.
Ao marcar o terceiro gol na vitória por 3 a 0 sobre a Suíça em 31 de março, tornou-se o futebolista mais jovem a fazer gol pela Seleção Sub-21 quina com apenas 18 anos, superando Hugo Viana que tinha adquirido esse feito com 19 anos e quatro meses em 2002. No dia 31 de maio, voltou a marcar na vitória de 5–3 sobre a Itália nas quartas da Eurocopa Sub-21, fazendo o último gol. Na final, Portugal acabou sendo derrotado pela Alemanha por 1–0.
Em 7 de outubro de 2021, participou da maior goleada da categoria Sub-21 portuguesa e fez o último gol da partida, 11–0 sobre Liechtenstein.
Em 14 de junho, foi um dos convocados para representar Portugal no Campeonato Europeu de Futebol Sub-21 de 2023.

### Principal
Francisco Conceição foi convocado pela primeira vez à Seleção Principal em 15 de março de 2024, para duas rodadas das eliminatórias da Eurocopa, contra Suécia e Eslovênia, nos dias 21 e 26 do mesmo mês, respectivamente. Fez sua estreia na derrota por 2–0 para a Eslovênia.

## Vida pessoal
Francisco é filho de Sérgio Conceição, ex-futebolista e atual técnico, ídolo do Porto e com carreira consolidada. Dos seus quatro irmãos, três são futebolistas: Sérgio, Moisés e Rodrigo.

## Estatísticas
Atualizadas até 30 de maio de 2024

### Clubes
| Equipe            | Temporada         | Campeonato nacional | Campeonato nacional | Campeonato nacional | Copa nacional[a] | Copa nacional[a] | Copa nacional[a] | Competições continentais[b] | Competições continentais[b] | Competições continentais[b] | Outros torneios[c] | Outros torneios[c] | Outros torneios[c] | Total | Total | Total   |
| Equipe            | Temporada         | Jogos               | Gols                | Assist.             | Jogos            | Gols             | Assist.          | Jogos                       | Gols                        | Assist.                     | Jogos              | Gols               | Assist.            | Jogos | Gols  | Assist. |
| ----------------- | ----------------- | ------------------- | ------------------- | ------------------- | ---------------- | ---------------- | ---------------- | --------------------------- | --------------------------- | --------------------------- | ------------------ | ------------------ | ------------------ | ----- | ----- | ------- |
| Porto B           | 2020–21           | 20                  | 4                   | 4                   | —                | —                | —                | —                           | —                           | —                           | —                  | —                  | —                  | 20    | 4     | 4       |
| Porto B           | Total             | 20                  | 4                   | 4                   | 0                | 0                | 0                | 0                           | 0                           | 0                           | 0                  | 0                  | 0                  | 20    | 4     | 4       |
| Porto             | 2020–21           | 14                  | 0                   | 1                   | 1                | 0                | 0                | 2                           | 0                           | 0                           | —                  | —                  | —                  | 17    | 0     | 1       |
| Porto             | 2021–22           | 25                  | 2                   | 2                   | 5                | 1                | 2                | 3                           | 0                           | 0                           | —                  | —                  | —                  | 33    | 3     | 4       |
| Porto             | Total             | 39                  | 2                   | 3                   | 6                | 1                | 2                | 5                           | 0                           | 0                           | 0                  | 0                  | 0                  | 50    | 3     | 5       |
| Ajax B            | 2022–23           | 7                   | 3                   | 0                   | 0                | 0                | 0                | 0                           | 0                           | 0                           | —                  | —                  | —                  | 7     | 3     | 0       |
| Ajax B            | Total             | 7                   | 3                   | 0                   | 0                | 0                | 0                | 0                           | 0                           | 0                           | 0                  | 0                  | 0                  | 7     | 3     | 0       |
| Ajax              | 2022–23           | 19                  | 0                   | 3                   | 5                | 0                | 0                | 4                           | 1                           | 0                           | —                  | —                  | —                  | 28    | 1     | 3       |
| Ajax              | Total             | 19                  | 0                   | 3                   | 5                | 0                | 0                | 4                           | 1                           | 0                           | 0                  | 0                  | 0                  | 28    | 1     | 3       |
| Porto             | 2023–24           | 27                  | 5                   | 4                   | 8                | 2                | 1                | 8                           | 1                           | 1                           | —                  | —                  | —                  | 43    | 8     | 6       |
| Porto             | Total             | 27                  | 5                   | 4                   | 8                | 2                | 1                | 8                           | 1                           | 1                           | 0                  | 0                  | 0                  | 43    | 8     | 6       |
| Total na carreira | Total na carreira | 92                  | 14                  | 14                  | 19               | 3                | 3                | 17                          | 2                           | 1                           | 0                  | 0                  | 0                  | 148   | 19    | 17      |

- a. ^ Jogos da Taça da Liga, Taça de Portugal e Copa dos Países Baixos
- b. ^ Jogos da Liga dos Campeões da UEFA e Liga Europa da UEFA
- c. ^ Jogos da

### Seleção Portuguesa
Atualizadas até 30 de maio de 2022

#### Sub-16
| Ano   |       |      |         |
| Ano   | Jogos | Gols | Assist. |
| ----- | ----- | ---- | ------- |
| 2018  | 9     | 1    | 0       |
| Total | 9     | 1    | 0       |

#### Sub-17
| Ano   |       |      |         |
| Ano   | Jogos | Gols | Assist. |
| ----- | ----- | ---- | ------- |
| 2018  | 3     | 1    | 1       |
| Total | 3     | 1    | 1       |

#### Sub-18
| Ano   |       |      |         |
| Ano   | Jogos | Gols | Assist. |
| ----- | ----- | ---- | ------- |
| 2019  | 3     | 1    | 0       |
| Total | 3     | 1    | 0       |

#### Sub-21
| Ano   |       |      |         |
| Ano   | Jogos | Gols | Assist. |
| ----- | ----- | ---- | ------- |
| 2021  | 8     | 3    | 0       |
| 2022  | 6     | 0    | 1       |
| 2023  | 9     | 3    | 2       |
| Total | 23    | 6    | 3       |

#### Principal
| Ano   |       |      |         |
| Ano   | Jogos | Gols | Assist. |
| ----- | ----- | ---- | ------- |
| 2024  | 6     | 1    | 2       |
| Total | 6     | 1    | 2       |

## Títulos
Porto
- Primeira Liga: 2021–22
- Taça de Portugal: 2021–22 e 2023–24

Seleção Portuguesa Sub-17
- Torneio Nike: 2018

Seleção Portuguesa
- Liga das Nações da UEFA: 2024–25[54]